# Super Model Centroamérica
Supermodel Centroamérica là một chương trình có sự tham gia của các thí sinh đến từ các quốc gia của Trung Mỹ như: Costa Rica, El Salvador, Guatemala, Honduras, Nicaragua và Panama sẽ sống trong một biệt thự ở Heredia, Costa Rica và thực hiện nhiều cuộc thi dựa trên ngành kinh doanh người mẫu để xác định ai sẽ giành được danh hiệu Super Model Centroamérica.
Chương trình được host bởi người mẫu Costa Rica Leonora Jiménez. Mùa 1 được ra mắt vào tháng 8 năm 2007 và đã giành chiến thắng bởi Lisseth Cáceres từ Panama. Cô giành được:
- 1 hợp đồng người mẫu với Ford Models
- Chiến dịch quảng cáo cho thương hiệu đồ lót REVER
- Tham gia với Leonora Jiménez trong chiến dịch quảng cáo cho Tiffi
- Trở thành đại diện của Trung Mỹ trong cuộc thi Ford Models Supermodel Of The World được tổ chức vào tháng 1 năm 2008 tại New York
- Một số giải thưởng từ các nhà tài trợ

## Mùa
| Mùa | Phát sóng          | Quán quân       | Á quân         | Các thí sinh theo thứ tự bị loại | Tổng số thí sinh |
| --- | ------------------ | --------------- | -------------- | --- | ---------------- |
| 1   | 4 tháng 8 năm 2007 | Lisseth Cáceres | Nadine Maxwell | Gabriela Rubio, Mariel Lagos, Iva Pashova, Graciela Monetenegro, Marcela Alger, Jessica Sánchez & Leslie Lino, Iris Vega, Nadege Herrera, Denisse Rivas | 12               |

## Các thí sinh
| Đến từ      | Thí sinh            | Tuổi | Hạng |
| ----------- | ------------------- | ---- | ---- |
| Guatemala   | Gabriela Rubio      | 19   | 12   |
| Honduras    | Mariel Lagos        | 20   | 11   |
| Nicaragua   | Iva Pashova         | 21   | 10   |
| Guatemala   | Graciela Montenegro | 18   | 9    |
| El Salvador | Marcela Alger       | 19   | 8    |
| Costa Rica  | Jessica Sánchez     | 19   | 7-6  |
| Honduras    | Leslie Lino         | 19   | 7-6  |
| Nicaragua   | Iris Vega           | 18   | 5    |
| Panama      | Nadege Herrera      | 21   | 4    |
| El Salvador | Denisse Rivas       | 17   | 3    |
| Costa Rica  | Nadine Maxwell      | 18   | 2    |
| Panama      | Lisseth Cáceres     | 17   | 1    |

## Kết quả
| 1   | Lisseth  | AT   | AT   | AT   | AT   | AT   | AT   | AT   | THẤP | THẮNG |  |  |
| 2   | Nadine   | AT   | AT   | AT   | AT   | AT   | AT   | AT   | THẤP | LOẠI  |  |  |
| 3   | Denisse  | AT   | AT   | AT   | CAO  | AT   | AT   | AT   | AT   | LOẠI  |  |  |
| 4   | Nadege   | AT   | AT   | AT   | AT   | AT   | AT   | THẤP | LOẠI |       |  |  |
| 5   | Iris     | AT   | AT   | THẤP | AT   | AT   | AT   | LOẠI |      |       |  |  |
| 7-6 | Leslie   | AT   | AT   | AT   | AT   | AT   | LOẠI |      |      |       |  |  |
| 7-6 | Jessica  | CAO  | AT   | AT   | AT   | AT   | LOẠI |      |      |       |  |  |
| 8   | Marcela  | AT   | AT   | AT   | THẤP | LOẠI |      |      |      |       |  |  |
| 9   | Graciela | AT   | AT   | AT   | LOẠI |      |      |      |      |       |  |  |
| 10  | Iva      | THẤP | AT   | LOẠI |      |      |      |      |      |       |  |  |
| 11  | Mariel   | AT   | LOẠI |      |      |      |      |      |      |       |  |  |
| 12  | Grabiela | LOẠI |      |      |      |      |      |      |      |       |  |  |

     Thí sinh rơi vào cuối bảng
     Thí sinh bị loại
     Thí sinh có phần thể hiện tốt nhất
     Thí sinh chiến thắng cuộc thi
- Tập 13 là tập ghi lại khoảng khắc từ cuộc thi.